# Neptunàlia
Neptunàlia va ser una festa dedicada al déu Neptú que se celebrava a Roma i de la qual molt pocs detalls són coneguts.

## Descripció
Probablement es feia el 23 de juliol i durava dos dies. A l'antic calendari romà (abans de la reforma juliana) aquest dia venia escrit amb l'expressió "Nept. Ludi et feriae", o com a "Nept. Ludi", motiu pel qual l'historiador Leonhard Schmitz va deduir que en aquesta data es feien alguns jocs públics.Sext Pompeu Fest va fer una descripció dels ritus d'aquesta festa, els quals consistien a construir uns improvisats coberts fets amb branquillons per passar-hi el dia. Aquestes construccions anomenades umbrae o casae frondeae, es feien en un principi en una zona boscosa que hi havia entre el Tíber i la Via Salaria. El ritual incloïa refrescar-se amb aigua o vi mentre sacrificaven un bou al déu, en un ambient d'igualtat entre classes socials.

## Interpretacions
William W Fowller creu que aquesta tradició es devia iniciar en un temps molt remot, abans que Neptú fos assimilat amb el déu grec Posidó, quan era un déu invocat per apaivagar la calor estival aportant pluja o brisa refrescant.Georg Wissowa ha fet notar que per ser una festa situada entre altres dues (la Lucària i la Furrinàlia), devia tenir caràcter de festa complementària i tenir totes tres alguna mena de lligam. Georges Dumézil pensava que aquestes tres festes tenien a veure amb la importància de l'aigua durant el període de calor estival, que també és quan el cabal dels rius té el nivell més baix. Segons aquest autor la Neptunàlia seria una mena de ritual per invocar una pluja molt necessària i el cobert que construïen seria un aixopluc per demostrar al déu que estaven preparats.
Més endavant, basat en els estudis aportats per Pal·ladi i Columel·la, Dumézil ha proposat la següent interpretació al grup de tres festes: El dia 19, la Lucària, estaria dedicada a desbrossar els boscos, el dia 21, estaria dedicat a les feines de crema de matolls i el dia 23, la Neptunàlia, a netejar els cursos dels rius fent una mica de drenatge si calia Tot seguit vindria la Furrinàlia, el dia 25, dedicada a la deessa dels pous i cisternes, és a dir, aigües que implicaven l'acció humana sobre el sòl.
Sarolta Takács ha interpretat el fet que se sacrifiqués un bou en honor de Neptú com un senyal de ser un déu de la fertilitat.